# Festival Internacional de Cine de San Petersburgo Kinoforum
El Festival Internacional de Cine de San Petersburgo Kinoforum, también llamado Kinoforum de San Petersburgo, es un festival cinematográfico cuya primera versión se realizó entre el 10 y el 16 de julio de 2011, como evento continuador del Kinoforum de San Petersburgo que se realizó entre el 2 y el 5 de mayo de 2010, con motivo de la celebración del 65º aniversario del fin de la Segunda Guerra Mundial. Para algunos medios, el evento realizado el año 2010 constituiría la primera versión de este festival.
El festival entrega un conjunto de premios, que son decididos por un jurado internacional en dos secciones:
- Un programa competitivo con Lo mejor de lo mejor que considera la entrega del Grand Prix a la mejor película —otorgada al productor o director de la cinta— y del Premio del público a la mejor película del programa Lo mejor de lo mejor según los resultados de una encuesta aplicada a la audiencia —otorgado al director.
- Un programa denominado Nuevos territorios, y que considera la entrega de un premio a la Mejor película —otorgada al productor o director de la cinta—, Mejor director y un Premio especial del jurado.[4]

Además, el certamen entrega dos galardones especiales: el Premio de San Petersburgo por la contribución del premiado al cine y que es entregado por el comité organizador del festival, y el Premio al reportero de Hollywood.

## Palmarés año 2011

### Sección competitiva
| Programa           | Premio                     | Ganador                       | Director(a) o Película | Notas             |
| ------------------ | -------------------------- | ----------------------------- | ---------------------- | ----------------- |
| «Best of the Best» | Grand Prix                 | Yodaí-e Nader az Simín        | Asghar Farhadi         | —                 |
| «Best of the Best» | Audience Choice Awards     | Le Havre                      | Aki Kaurismäki         | —                 |
| «Best of the Best» | Audience Choice Awards     | Por el Camino/Beyond the Road | Charlie Braun          | Primer finalista  |
| «Best of the Best» | Audience Choice Awards     | The Hunter                    | Bakur Bakuradze        | Segundo finalista |
| «New Territories»  | Mejor película             | Black Blood                   | Miaoyan Zhang          | —                 |
| «New Territories»  | Mejor director             | Sanjeewa Pushpakumara         | Flying Fish            | —                 |
| «New Territories»  | Premio especial del jurado | Gesher                        | Vakhid Vakilifar       | —                 |

### Premios especiales
| Premio                                   | Ganador                        | Notas                                         |
| ---------------------------------------- | ------------------------------ | --------------------------------------------- |
| «Premio de San Petersburgo»              | Marlen Khutsiev                | —                                             |
| «FIPRESCI»                               | Marlen Khutsiev                | Por su destacada contribución al cine mundial |
| Premio del jurado sección no competitiva | Devil’s Double de Lee Tamahori | —                                             |